# Merops oreobates
El abejaruco montano (Merops oreobates) es una especie de ave coraciforme de la familia Meropidae que vive en África.

## Descripción
Mide unos 22 cm y suele pesar entre 17-38 g. En el plumaje de sus partes superiores predomina el verde, mientras que las partes inferiores son principalmente de color canela, más oscuro e intenso en el pecho. Su garganta es amarilla. Presenta franjas negras en varias partes del cuerpo: una a modo de antifaz atravesando los ojos, otra con forma de media luna en la parte frontal del cuello, y las restantes en las terminaciones de la cola y las secundarias, rematadas con un borde blanco. Se distingue del abejaruco chico por ser de mayor tamaño y de tonos más oscuros, y por tener una mancha blanca en las mejillas. 
Se alimenta principalmente de abejas además de polillas, libélulas, escarabajos y otros insectos voladores. Parece ser una especie adaptable que es capaz de resistir la desforestación.

## Distribución
Como su nombre indica es un ave que se encuentra en zonas altas asociado a los bosques de las laderas y los límites del bosque, princiapalmente alrededor de la región de los grandes lagos, distribuido por las montañas de Burundi, República Democrática del Congo, Etiopía, Kenia, Ruanda, Sudán del Sur, Tanzania y Uganda.